# Водокрас лягушачий
Водокра́с лягуша́чий, или Водокрас обыкнове́нный (лат. Hydrócharis mórsus-ránae) — вид водных растений рода Водокрас (Hydrocharis) семейства Водокрасовые.
Научное название рода, Hydrocharis происходит от др.-греч. ὕδωρ «вода» и χάρις «украшение, прелесть», то есть название растения переводится как «украшение вод».
Видовой эпитет образован от лат. morsus — укус и rana — лягушка, то есть «укус лягушки».

## Ареал
Водокрас широко распространён в природе, встречается от тундровой до субтропической зоны (Западная и Восточная Европа, Кавказ, Западная Сибирь, запад Восточной Сибири, Восточный Казахстан, Западный Китай). Представитель флоры средней полосы европейской части России.
Натурализовался повсюду в мире.
Чаще всего растёт на прибрежной поверхности прудов, озёр, речных стариц, в тихих заводях.

## Экология
Водокрас относится к растениям, плавающим на поверхности воды. Многочисленные ветвящиеся корни водокраса погружены в воду и извлекают минеральные вещества непосредственно из неё. Освещения требует светлого, температуру — 18—20 °C, а летом до 28 °C.

### Ботаническое описание

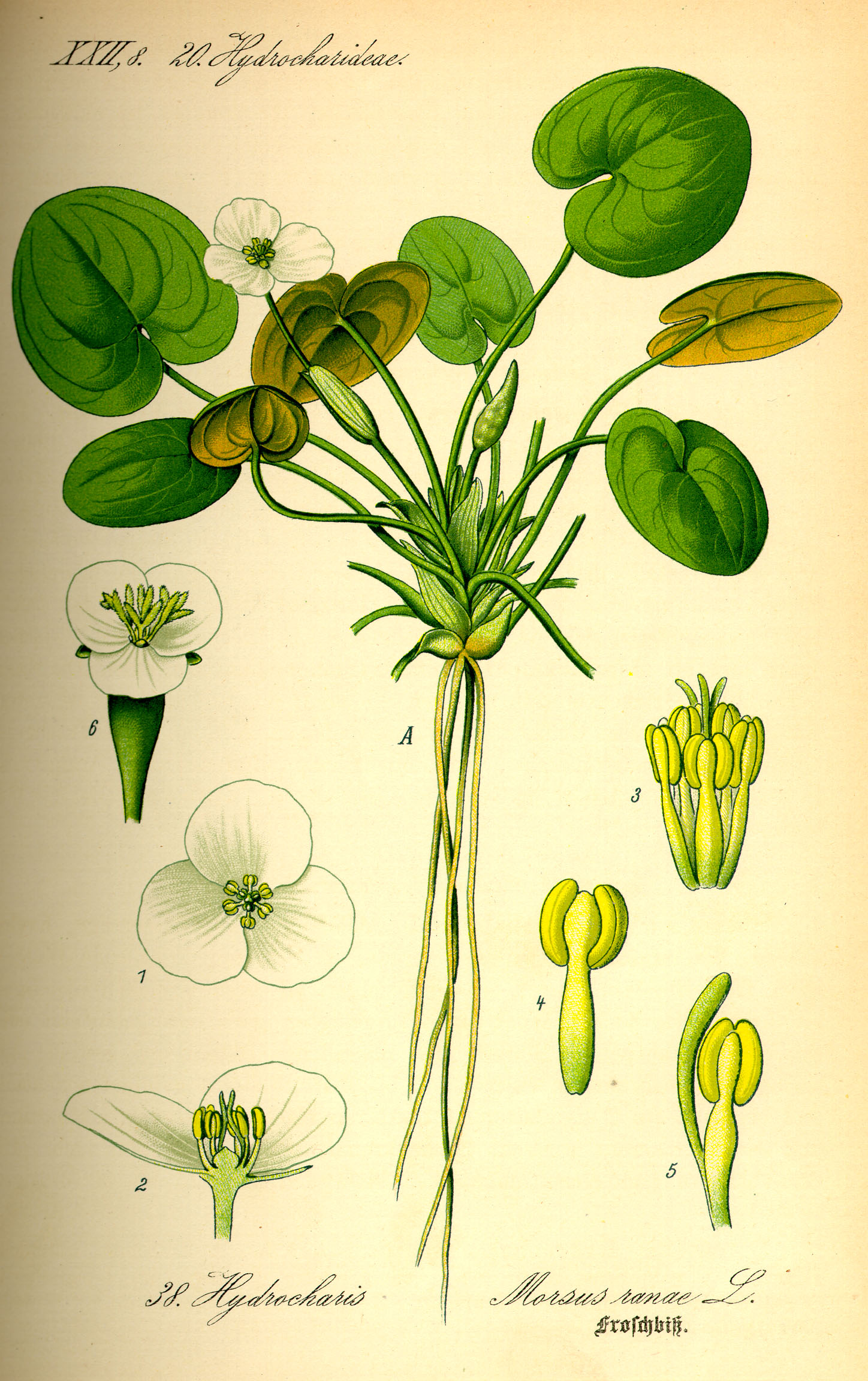

Многолетнее плавающее травянистое растение с коротким корневищем, как бы отгрызенным снизу (отсюда название «morsus ranae» — укушение лягушки). Длинные придаточные корни покрыты тонкими волосками, внутри которых совершается вращательное движение протоплазмы. Весь сосудистый пучок в корнях низводится у водокраса до одного-единственного узкого сосуда.
Каждый побег начинается двумя короткими нижними листьями, за которыми следуют до пяти длинночерешковых листьев с округлыми пластинками, при основании сердцевидными (как у кувшинки), около 2,5 см в поперечнике; из углов листьев выходят боковые плетеобразные побеги, развивающие на концах новые листья и придаточные корни. Отгнивши или оторвавшись от первоначального растения, такой побег становится самостоятельным; таким образом, Водокрас лягушачий размножается двояко. Осенью листва отмирает.
Растение двудомное: на одних особях только тычиночные (мужские) цветки, на других — плодущие (женские); выходят на длинных ножках из углов листьев, в начале цветения совсем закрыты одним или двумя полупрозрачными кроющими листками; мужских цветков один или два, редко больше, на каждой ножке, с 12—15 сросшимися при основании тычинками и тремя белыми лепестками; женских — два с шестью неразвитыми тычинками, многогнёздным плодиком и тоже тремя лепестками. Рыльца двулопастные
Плоды не раскрываются.
У водокраса лягушачьего образуются ещё зимующие (покоящиеся) почки, длинные и плотные, падающие на дно и прорастающие весною.
Число хромосом 2n = 28.

## Значение и применение
Водокрас — неприхотливое растение, которое используют для украшения прудов и водоёмов.
Почки водокраса обладают хорошими кормовыми свойствами, ими питаются ондатра и бобр. В зарослях водокраса обитает большое количество мелких водных насекомых (различных жуков, гладышей, стрекоз, комаров, гусениц бабочек-огневок и др.). Эти насекомые весьма ценные животные компоненты в корме водоплавающих болотных птиц. Все части водокраса служат одним из основных кормов шилохвости, кряквы и других водоплавающих птиц
Является индикатором чистой воды, разрастаясь в ней с образованием зарослей.

## Интересные факты

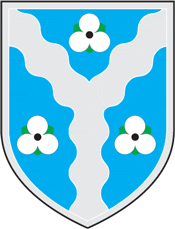
Герб города Жабинка

В словаре В. И. Даля водокрас называется водожила.
Белорусское название растения — жабник (бел. Жабнік). Стилизованное изображение водокраса находится на гербе белорусского города Жабинка.